# Акапулько
Акапулько де Хуарес (ісп. Acapulco de Juarez Spanish: [akaˈpulko ðe ˈxwaɾes] ( прослухати), зазвичай називають Акапулько; науатль Acapolco) — місто, порт у штаті Герреро, Мексика. Населення 673 тис. (2010). Місто засноване в 1531, є найбільшим містом штату.
До 1815 року був основним портом на тихоокеанському узбережжі Мексики.
Експортуються морепродукти і тропічні фрукти.

## Історія
Перше європейське поселення на місці Акапулько було засноване в 1531 році.
Завдяки торгівлі з Філіппінами до середини XVI століття Акапулько став другим за важливістю портом Нової Іспанії після Веракруса. У 1573 році Акапулько отримав монополію на торгівлю з Манілою.
Для захисту від англійських і голландських піратів був побудований форт Сан-Дієго, що, тим не менш, не завадило голландцям розграбувати місто в 1615 році.

## Туризм
Акапулько — один з найстаріших і найпопулярніших морських курортів Мексики. Він щороку приваблює мільйони туристів райським кліматом, білосніжними пляжами, фантастичним нічним життям і казково красивою затокою (бухта Акапулько відноситься до чотирьох найкрасивіших заток світу).
Як курорт Акапулько прославився в 50-ті роки, ставши популярним місцем відпочинку зірок Голлівуду та американських багатіїв.
Зараз, коли хвиля інтересу з боку американської кіноеліти вже давно зійшла нанівець, Акапулько — цілком демократичний курорт, про колишню славу якого нагадують хіба що відбитки верхніх кінцівок на так званій Стіні Слави.
Акапулько — осередок нічного життя Мексики.

## Клімат
Місто знаходиться у зоні, котра характеризується кліматом тропічних саван. Найтепліший місяць — липень із середньою температурою 28.7 °C (83.7 °F). Найхолодніший місяць — січень, із середньою температурою 26.8 °С (80.2 °F).
| Клімат Акапулько        | Клімат Акапулько | Клімат Акапулько | Клімат Акапулько | Клімат Акапулько | Клімат Акапулько | Клімат Акапулько | Клімат Акапулько | Клімат Акапулько | Клімат Акапулько | Клімат Акапулько | Клімат Акапулько | Клімат Акапулько | Клімат Акапулько |
| Показник                | Січ.             | Лют.             | Бер.             | Квіт.            | Трав.            | Черв.            | Лип.             | Серп.            | Вер.             | Жовт.            | Лист.            | Груд.            | Рік              |
| Абсолютний максимум, °C | 39,5             | 35,5             | 35,5             | 37               | 38               | 36               | 37,5             | 37,5             | 36               | 36               | 35,5             | 36,5             | 39,5             |
| Середній максимум, °C   | 30,4             | 30,5             | 30,4             | 30,8             | 31,6             | 31,9             | 32,3             | 32,3             | 31,6             | 31,7             | 31,5             | 31               | 31,3             |
| Середня температура, °C | 26,8             | 27               | 26,9             | 27,4             | 28,4             | 28,5             | 28,7             | 28,7             | 28,2             | 28,4             | 28,2             | 27,5             | 27,9             |
| Середній мінімум, °C    | 22               | 22               | 22               | 22               | 24               | 25               | 25               | 25               | 25               | 25               | 23               | 22               | 23               |
| Абсолютний мінімум, °C  | 17               | 17               | 17               | 17               | 16               | 17               | 17               | 22               | 20               | 18               | 18               | 18               | 16               |
| Норма опадів, мм        | 15               | 3                | 2                | 3                | 27               | 266              | 245              | 287              | 304              | 139              | 21               | 11               | 1324             |
| Днів з опадами          | 1                | 1                | 0                | 0                | 2                | 12               | 13               | 14               | 15               | 7                | 2                | 1                | 68               |
| ----------------------- | ---------------- | ---------------- | ---------------- | ---------------- | ---------------- | ---------------- | ---------------- | ---------------- | ---------------- | ---------------- | ---------------- | ---------------- | ---------------- |
| Джерело: Weatherbase    |                  |                  |                  |                  |                  |                  |                  |                  |                  |                  |                  |                  |                  |

25 жовтня 2023 року на місто обрушився Ураган Отіс який досяг 5 категорії інтенсивності та завдав значних збитків.

## Визначні місця
- Кафедральний собор в стилі модерн
- Національний парк Папагайо
- «Капела Світу»
- Музей археології
- Фортеця Сан-Дієго

## Економіка
Туризм є основним видом економічної діяльності міста. 73 % населення зайняті в галузі торгівлі, пов'язаної з туризмом. У гірничодобувній і обробній промисловості зайнято менше 20 % і лише близько 5 % населення зайняті в сільському господарстві.
Промисловість націлена на виробництво молочних продуктів, цементу і виробництва енергії. В основному в Акапулько вирощують помідори, кукурудзу, квасолю, зелений перець чилі, а також кавуни та баштанні культури.

## Транспорт
Багато авіакомпаній США літають в Акапулько цілий рік. У місті курсують безліч автобусів і таксі, але більшість місцевих жителів не користуються громадським транспортом.
Найдешевший вид транспорту, який є в Акапулько — це автобуси. Найдорожчі автобуси обладнані кондиціонерами, а в дешевих автобусах їх немає. Для туристів уряд міста Акапулько випустило безліч жовтих автобусів з написом «Акапулько». Це найкрасивіші і комфортабельні автобуси міста. Вони курсують вгору і вниз уздовж узбережжя. Є автобуси з конкретним маршрутами і напрямками, як правило, маршрути написані на лобовому склі.

## Галерея

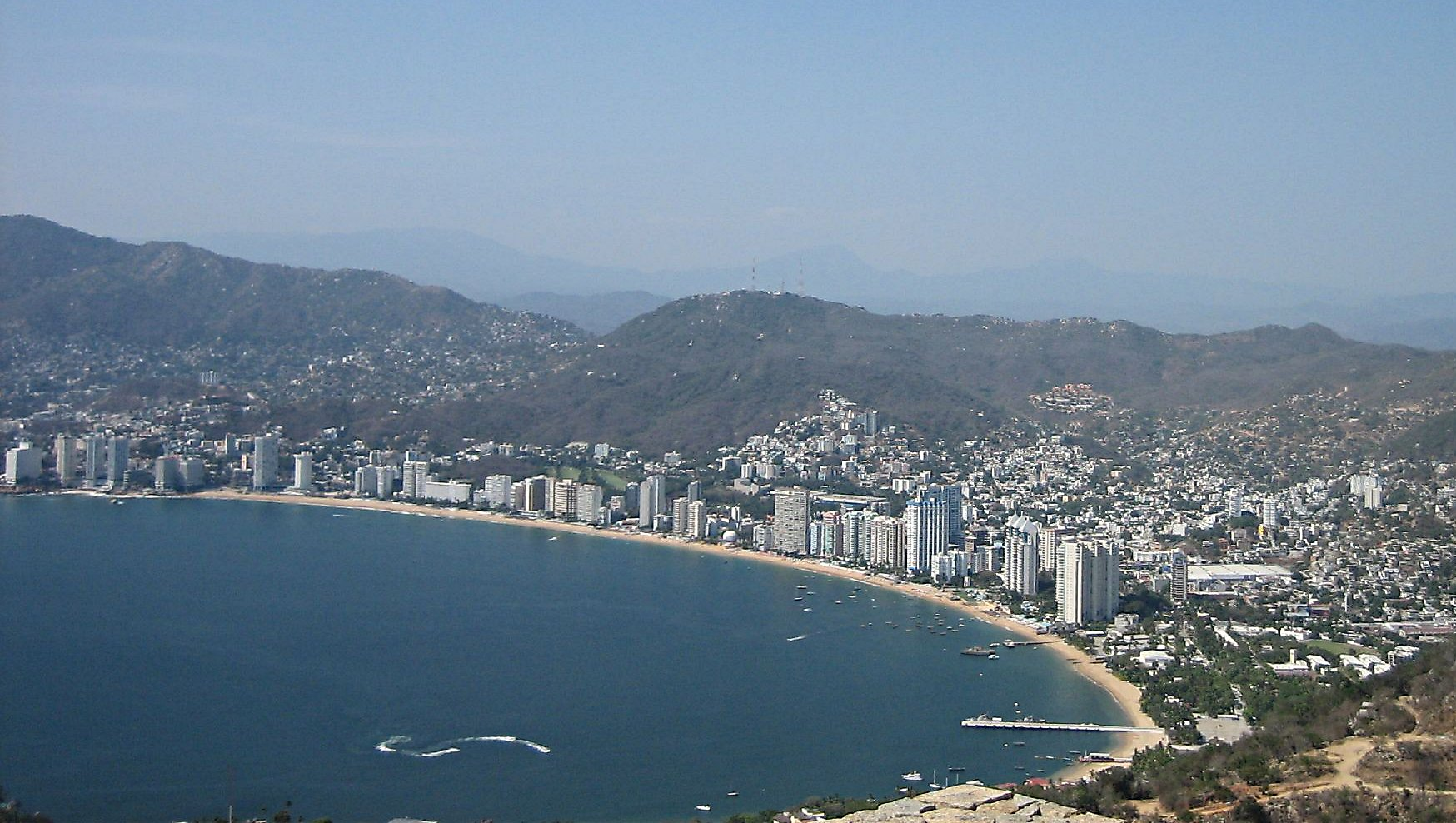
Акапулько
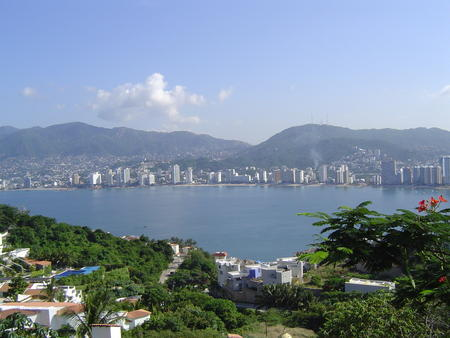
Вигляд на Акапулько
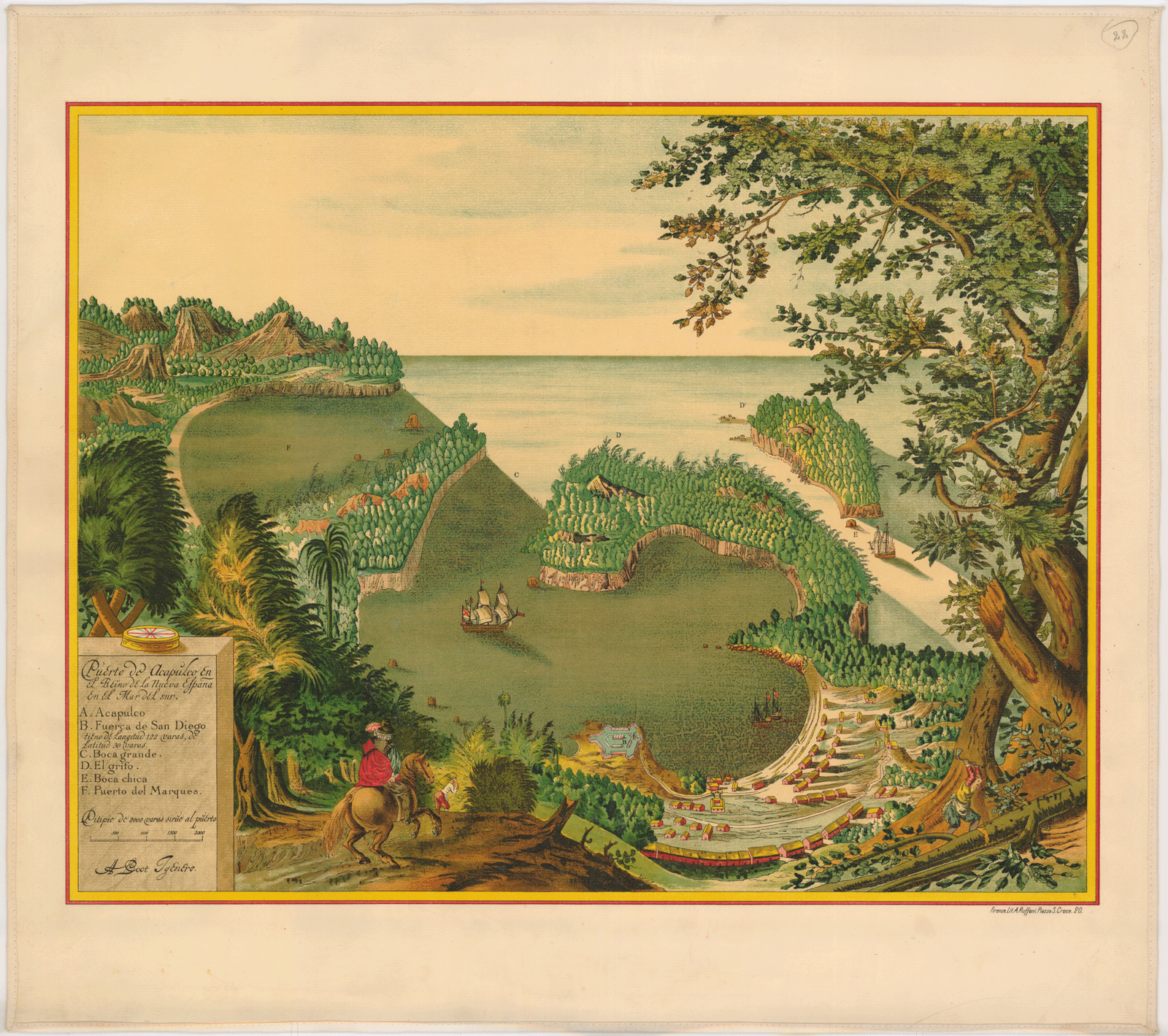
Іспанська картина, яка зображує затоку Акапулько (1628)
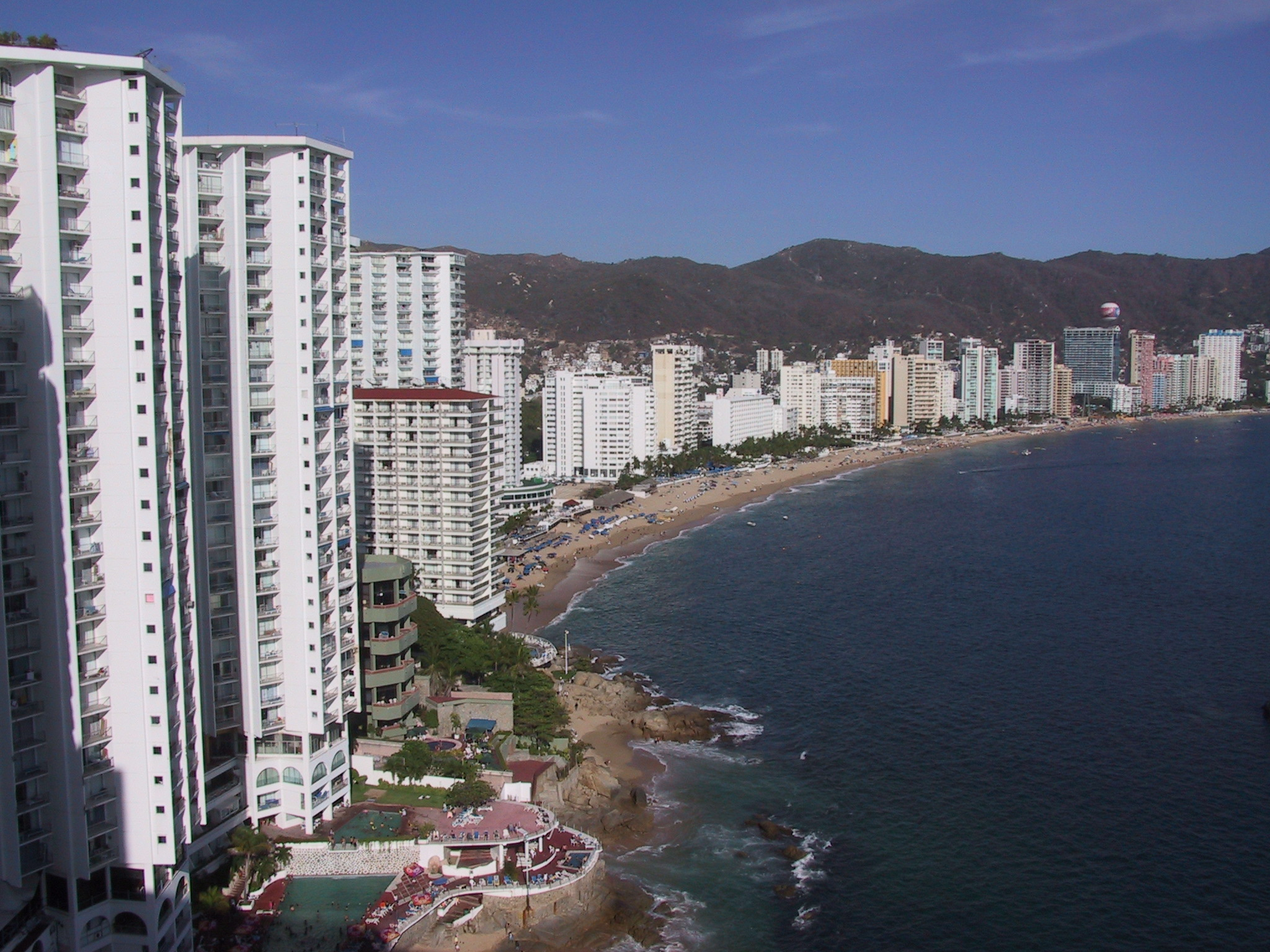
Пляж в Акапулько